# Gustav von Seyffertitz
Gustav von Seyffertitz (född 4 augusti 1862 i Haimhausen, Bayern, Tyskland, död 25 december 1943 i Woodland Hills, California, USA), en tysk skådespelare som kom till Amerika före 1917, och gjorde karriär både inom stumfilm och ljudfilm.
Hans fullständiga namn var Gustav Carl Viktor Bodo Maria von Seyffertitz och han hade friherrlig värdighet.

## Filmografi i urval
- 1927 – Ned med vapnen!
- 1928 – En natt i hamn
- 1929 – Midnattsmysteriet
- 1931 – X-27
- 1933 – Drottning Christina
- 1934 – Oceanmysteriet